# Alexandrinskitheater
Het Alexandrinskitheater (Russisch: Александри́нский теа́тр) is een neoclassicistische schouwburg in Sint-Petersburg. Het theater staat op het Ostrovskiplein, dat op zijn beurt aan de Nevski Prospekt ligt. Het gebouw werd in 1828-1832 ontworpen door de Italiaans-Russische architect Carlo Rossi ter huisvesting van het keizerlijke theatergezelschap dat in 1756 was opgericht tijdens de regering van Elisabeth I. Het theater is vernoemd naar tsarina Alexandra Fjodorovna, de echtgenote van Nicolaas I, en werd geopend op 31 augustus (jul.) / 12 september (greg.) 1832. In de sovjettijd was de officiële naam Poesjkintheater.
In de voorgevel van het blokvormige gebouw is een loggia uitgespaard met zes Korinthische zuilen, bekroond door een reliëf met twee gevleugelde Victoria's. Erboven staat een bronzen vierspan met Apollo. Het gebouw is tegelijk met de erachter gelegen Rossistraat ontworpen en vormt daarmee een architectonisch geheel. Het theater, dat op de Werelderfgoedlijst van UNESCO staat, is in 2009 volledig gerenoveerd.
In het begin werden hier ook balletten en opera’s opgevoerd, maar in de tweede helft van de 19e eeuw bestond het repertoire uitsluitend uit toneelstukken van zowel Russische schrijvers (Knjazjnin, Krylov, Gribojedov, Toergenjev) als Franse (Corneille, Racine, Molière, Beaumarchais). Veel Russische toneelstukken werden hier voor het eerst opgevoerd, waaronder De revisor en Het huwelijk van Gogol, Maskerade van Lermontov en diverse werken van Aleksandr Ostrovski. Ook de rampzalige première van Tsjechovs De meeuw vond hier plaats. In de sovjettijd werd het repertoire aangepast aan de wensen van het nieuwe regime. Onder anderen Meyerhold kreeg toen de kans zijn nieuwe dramaturgische ideeën uit te werken, voordat hij in ongenade viel.

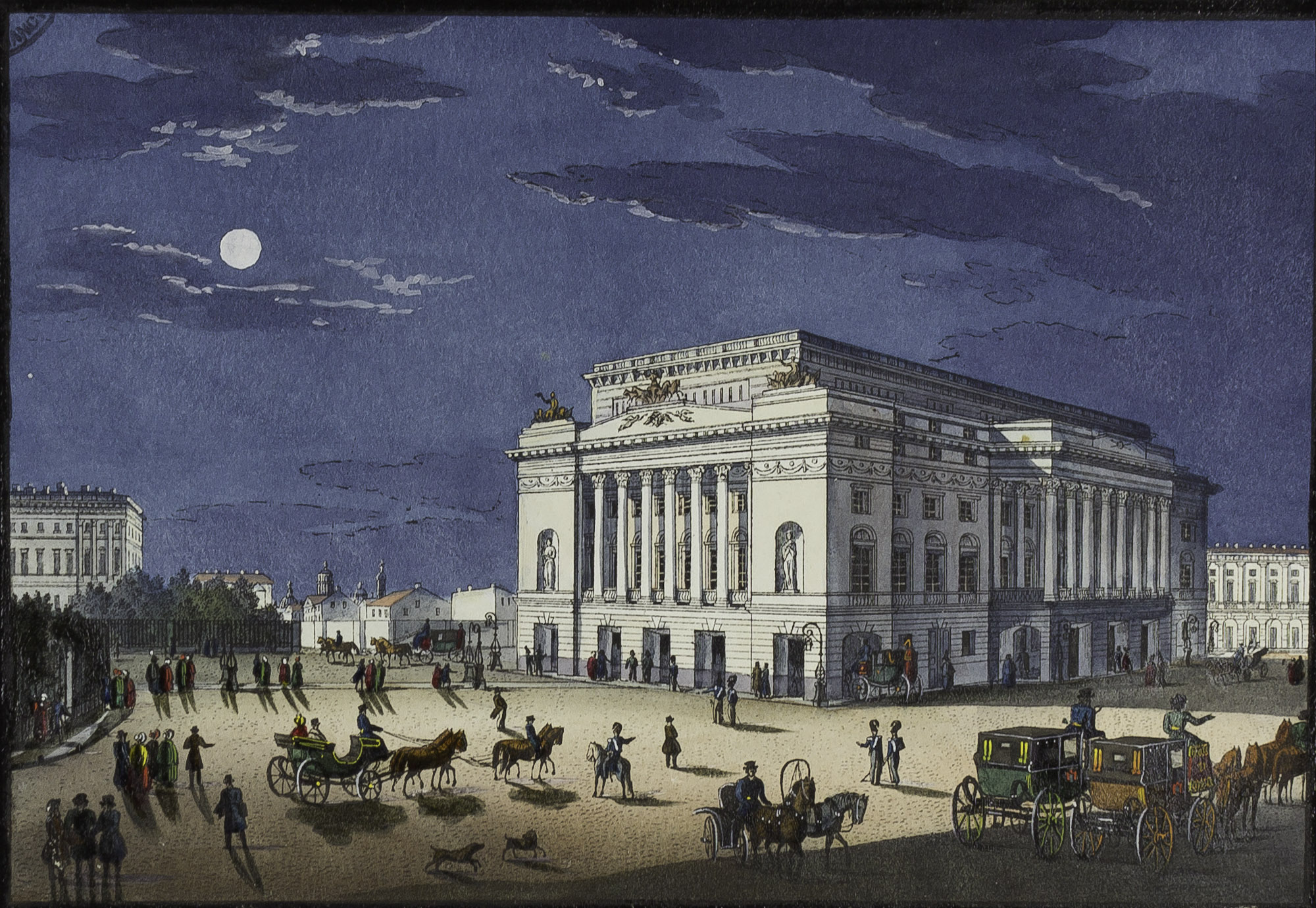
Karl Beggrov, Het nieuwe Alexandrinskitheater, 19e-eeuwse prent
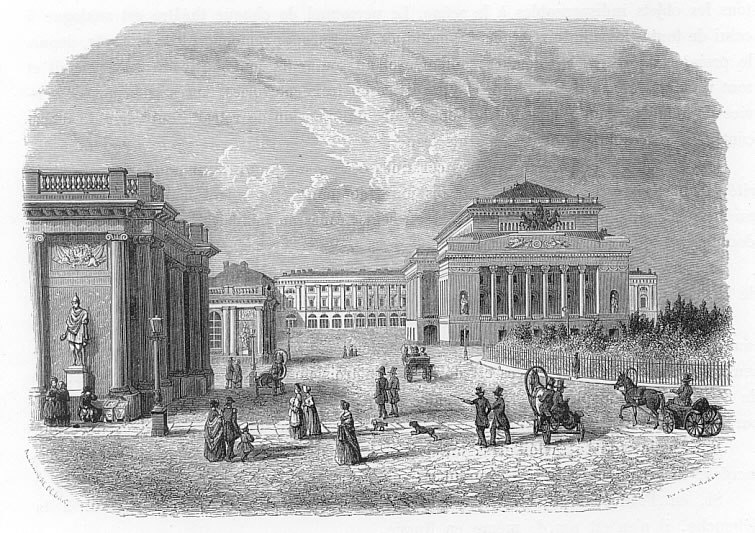
Het theater op een gravure uit 1884
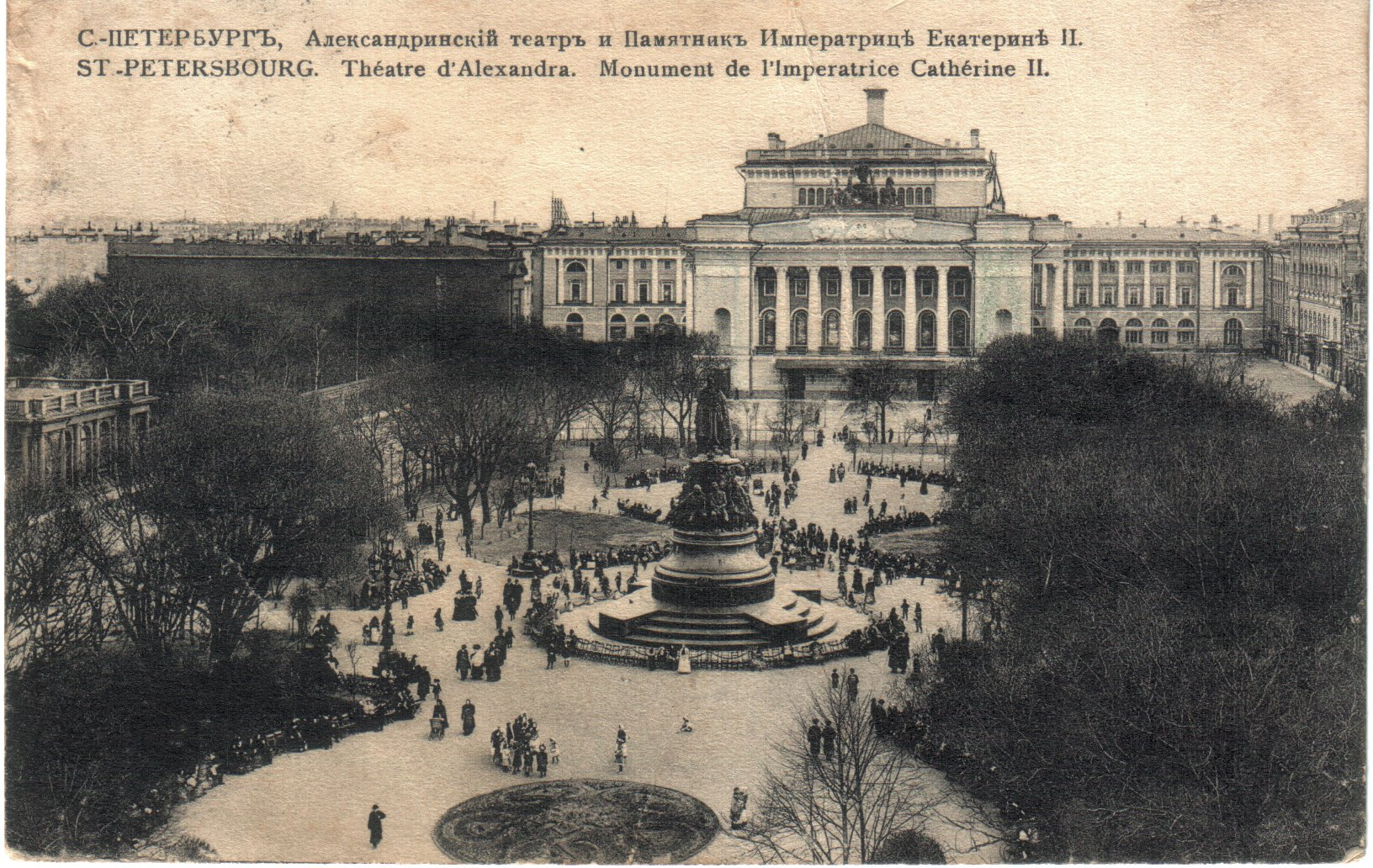
Het Alexandraplein (in 1923 omgedoopt tot het Ostrovskiplein) met het standbeeld van Catharina II uit 1873, prentbriefkaart, begin 20e eeuw
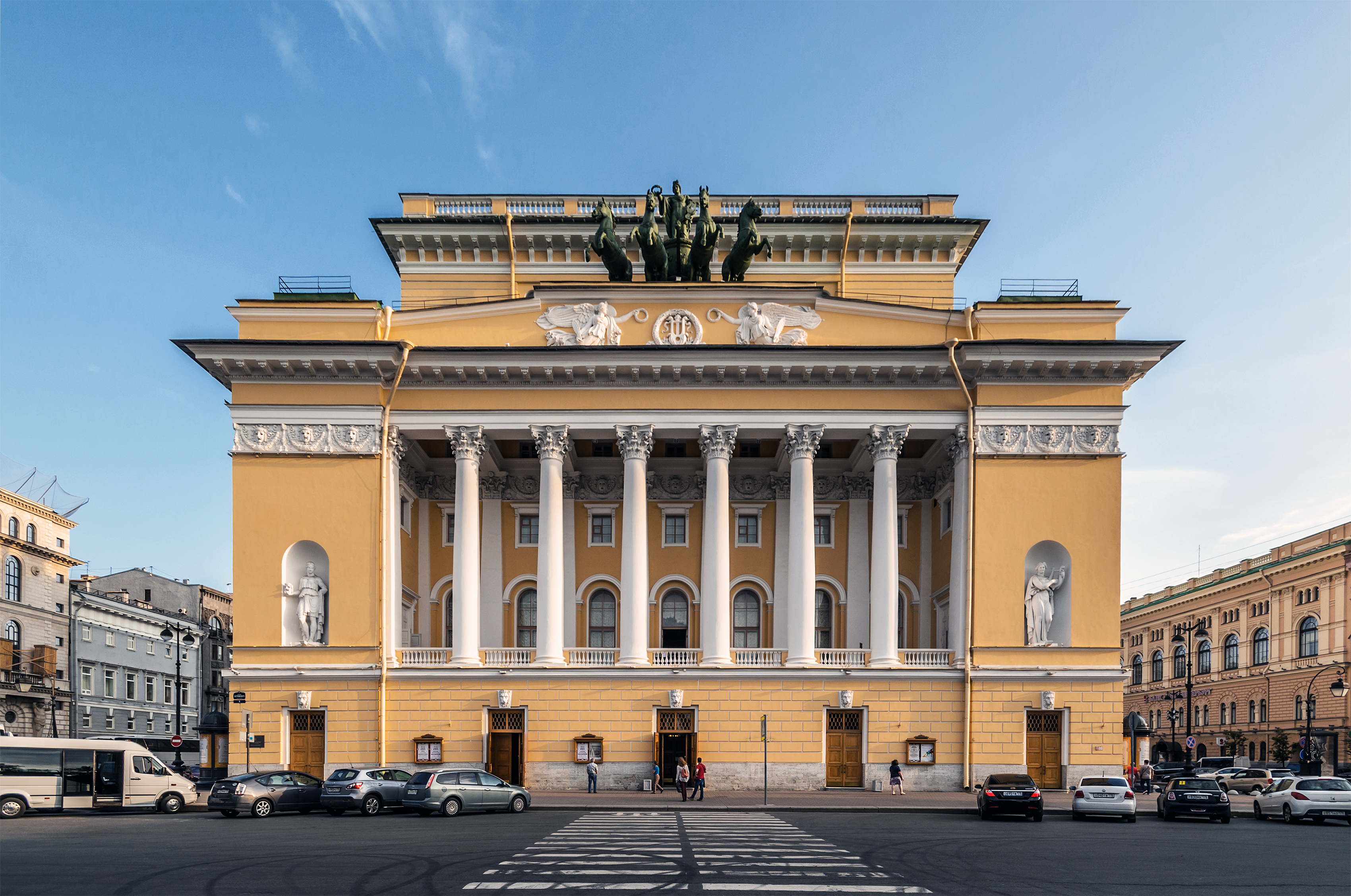
Het Alexandrinskitheater in 2014
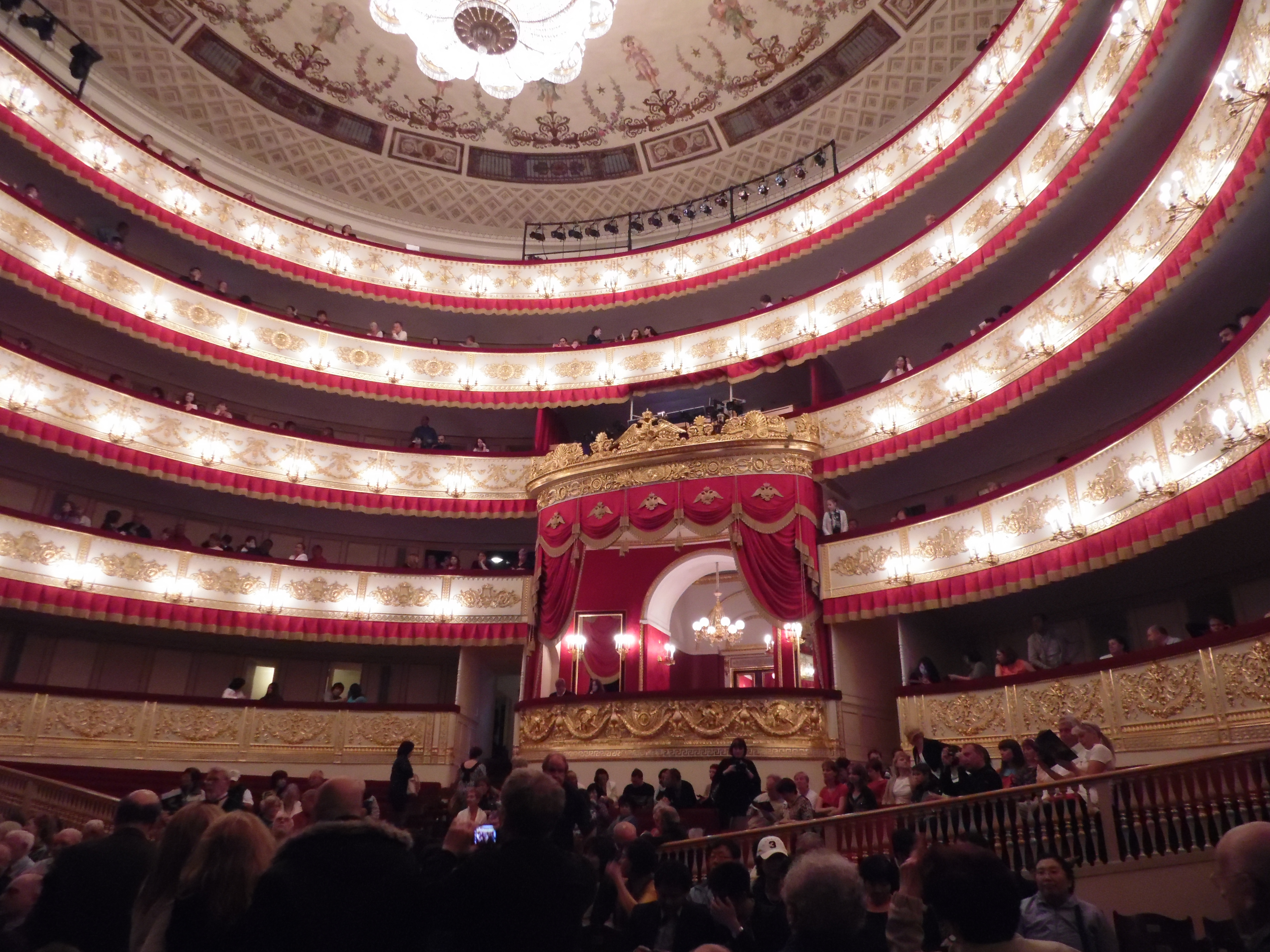
De zaal

- International Standard Name Identifier: 0000 0001 2179 9315
- Library of Congress Control Number: no98085320
- Nationale Bibliotheek van Tsjechië: kn20051206004
- Nationale Bibliotheek van Israël: 987007301994005171
- LIBRIS: 331227
- Système universitaire de documentation: 148458475
- Virtual International Authority File: 147113609